# 스미 켄이치로
스미 켄이치로(일본어: 角研一郎, 1976년 12월 8일 ~ )는 일본의 성우이다.

## 출연 작품

### TV 애니메이션
2007년
- 크게 휘두르며(미즈타니 후미키)

2010년
- 크게 휘두르며 여름대회편(미즈타니 후미키)